# TAP Express
TAP Express (TAP означає Transportes Aéreos Portugueses) — бренд португальської регіональної авіакомпанії TAP Air Portugal, яка обслуговує маршрути на короткі та середні відстані. Єдина регіональна авіакомпанія TAP Air Portugal, Portugália Airlines, що повністю належить TAP Air, працює під як TAP Express. White Airways, авіакомпанія, що належить Omni Aviation, також здійснює регулярні рейси для TAP Express, використовуючи 6 турбогвинтових літаків ATR 72. Головний офіс авіакомпанії рощташований на території Лісабонського аеропорту Портела в Лісабоні.

## Історія
14 січня 2016 року TAP Portugal оголосила, що PGA Portugália Airlines, її регіональна дочірня компанія, буде перейменована в TAP Express з 27 березня 2016 року в рамках заходів з реструктуризації всередині групи, компанія буде повністю належати компанії TAP Air Portugal. Магістральні перевізники часто використовують регіональні авіалінії для надання послуг, щоб збільшити частоту, обслуговувати маршрути, які не підтримують більші літаки, або з інших міркувань конкуренції.
14 січня 2016 року авіакомпанія TAP Air Portugal оголосила, що весь флот Portugália, що складався з Fokker 100 і Embraer ERJ-145, буде замінено до липня 2016 року на нові літаки Embraer 190 і ATR 72-600 (останній експлуатується White Airways), які отримав ліврею, подібну до TAP Portugal.

## Флот
Станом на листопад 2022 року флот TAP Express складається з таких літаків:
| Літак       | На обслуговуванні | Замовлення | Пасажири | Пасажири | Пасажири | Примітки                        |
| Літак       | На обслуговуванні | Замовлення | C        | Ю        | Всього   | Примітки                        |
| ----------- | ----------------- | ---------- | -------- | -------- | -------- | ------------------------------- |
| ATR 72-600  | 1                 | —          | —        | 70       | 70       | Керується Xfly                  |
| Embraer 190 | 15                | —          | —        | 106      | 106      | Виконується Portugália Airlines |
| Embraer 195 | 7                 | —          | —        | 118      | 118      | Виконується Portugália Airlines |
| Всього      | 23                |            |          |          |          |                                 |